# روي براون (لاعب كرة قدم)
روي براون (بالإنجليزية: Roy Brown)‏ (10 يونيو 1925 في المملكة المتحدة - 1 ديسمبر 2004) هو لاعب كرة قدم بريطاني (وحمل سابقاً جنسية المملكة المتحدة لبريطانيا العظمى وأيرلندا) في مركز الدفاع. لعب مع دارلينجتون إف سى.